# Orienteering ai Giochi mondiali 2025
Le competizioni di orienteering ai Giochi mondiali 2025 si sono svolte dall'8 all'11 agosto 2025 presso l'Eastern New Area Orienteering Venue di Chengdu, in Cina.

## Podi

### Uomini
| Specialità                | Oro              | Argento           | Bronzo           |
| Sprint (dettagli)         | Yannick Michiels | Tomáš Křivda      | Zoltan Bujdoso   |
| Distanza media (dettagli) | Riccardo Rancan  | Francesco Mariani | Vegard Westegard |

### Donne
| Specialità                | Oro              | Argento          | Bronzo                 |
| Sprint (dettagli)         | Simona Aebersold | Natalia Gemperle | Maria Prieto Del Campo |
| Distanza media (dettagli) | Simona Aebersold | Tereza Šmelíková | Alva Sonesson          |

### Gare miste
| Specialità                 | Oro                                                                     | Argento                                                            | Bronzo                                                              |
| Staffetta mista (dettagli) | Svizzera Natalia Gemperle Riccardo Rancan Tino Polsini Simona Aebersold | Svezia Emma Bjessmo Jonatan Gustafsson August Mollén Alva Sonesson | Rep. Ceca Denisa Kráľová Jakub Glonek Tomáš Křivda Tereza Rauturier |

## Medagliere
| Posiz. | Nazione    | Oro | Argento | Bronzo | Totale |
| ------ | ---------- | --- | ------- | ------ | ------ |
| 1      | Svizzera   | 4   | 1       | 0      | 5      |
| 2      | Belgio     | 1   | 0       | 0      | 1      |
| 3      | Rep. Ceca  | 0   | 1       | 1      | 2      |
| 3      | Svezia     | 0   | 1       | 1      | 2      |
| 5      | Italia     | 0   | 1       | 0      | 1      |
| 5      | Slovacchia | 0   | 1       | 0      | 1      |
| 7      | Canada     | 0   | 0       | 1      | 1      |
| 7      | Ungheria   | 0   | 0       | 1      | 1      |
| 7      | Spagna     | 0   | 0       | 1      | 1      |
| Totale | Totale     | 5   | 5       | 5      | 15     |